# Armènia al Festival de la Cançó d'Eurovisió
Armènia va fer la seva primera aparició al Festival de la Cançó d'Eurovisió, en 2006. Des de llavors, ha aconseguit el TOP-10 en set ocasions. El seu millor resultat en el concurs són dues quartes posicions: Sirusho ho va aconseguir en 2008, amb «Qélé, Qélé»; per la seva banda, Aram Mp3 ho igualaria en 2014 amb el tema «Not Alone». Així mateix, Armènia no va aconseguir passar de la ronda de semifinals en tres ocasions: en l'edició de 2011, en la de 2018 i en la de 2019.
Cal destacar que, encara que Armènia és membre de la UER, es troba fora de l'Àrea de Radiodifusió. Per això, cosa que permet la seva participació és la seva pertinença al Consell d'Europa.

## Història
Armènia va debutar al Festival de la Cançó d'Eurovisió l'any 2006, amb la cançó «Without your love» interpretada per André, qui va quedar en 8è lloc.
Després d'haver quedat en una de les millors deu posicions, Armènia va passar directament a la final del Festival de la Cançó d'Eurovisió 2007. En la final, Armènia va aparèixer en la 23a posició i va acabar en 8è lloc de nou.
Com a dada anecdòtica, Armènia va acabar 8a en 2006 amb un punt d'avantatge sobre Grècia, i l'any següent va tornar a quedar en 8è lloc amb un punt de desavantatge amb Grècia. Al festival de 2008, Sirusho i la seva cançó «Qélé, Qélé», aconseguiren el millor resultat per al seu país, un 4t lloc amb 199 punts i una posició per sota de Grècia, després d'haver aconseguit el 2n lloc amb 139 punts en la primera semifinal.
En 2009, Armènia fou representada per les germanes Inga i Anush Arshakyan, amb la seva cançó «Jan Jan». Aquestes van quedar en la final en el 10è lloc.
Al Festival d'Eurovisió de 2011, Armènia no va superar la semifinal per primera vegada, després de quedar en el 12è lloc amb 54 punts i el tema «Boom Boom».
A pesar que el Festival d'Eurovisió de 2012 se celebraria a l'Azerbaidjan, Armènia hi va confirmar la seva participació i la seva primera aparició seria en la segona semifinal. El 7 de març, no obstant això, el supervisor executiu del festival, Jon Ola Sand, anuncià la retirada del país del Festival. Segons es va explicar, la retirada es va produir per "circumstàncies fora de l'abast" de la UER, i que l'organització es va esforçar per aconseguir una "tranquil·la participació de la delegació armènia".
Al Festival de 2013, cal destacar la tornada d'Armènia al Festival, encara que no ho va fer de la millor manera. El grup Dorians i la seva cançó «Lonely Planet» quedaren en 7è lloc en la segona semifinal, però en la final només aconseguiren la 18a posició amb 41 punts, el pitjor resultat del país en una final i, fins ara, l'única ocasió en què es van quedar fora del top-10.
En 2014 decidiren triar Aram Mp3 perquè els representés a Copenhaguen. El tema presentat posteriorment, «Not Alone» aconseguí portar-los a les primeres posicions de les cases d'apostes, de manera que es va tornar una de les favorites del festival. No obstant això, després del seu pas per la semifinal, se situaria en 4t lloc en les apostes. Finalment quedà en 4t lloc tant en la semifinal com en la final, de manera que va igualar el millor resultat històric del país.
Per al Festival d'Eurovisió de 2015 va ser triat el grup Genealogy. Amb el tema «Face the Shadow», van quedar en setena posició amb 77 punts en la primera semifinal. En la final de dissabte, acabarien en un lloc 16è.
El 2016, va ser escollida internament Ivetà Mukutxian per anar a Estocolm. Amb el tema «LoveWave», va acabar 2a amb 243 punts en la primera semifinal (el millor lloc en una semifinal). Posteriorment, en la final, aconseguiria el lloc 7è amb 249 punts.
En 2017, Artsvik i «Fly with me» van quedar en 18a posició amb 79 punts, la pitjor del país en una final. Un any després, Armènia va córrer pitjor sort amb Sevak Khanagyan i «Qami», que es va quedar el 15è (79 punts) en la seva semifinal. Tampoc no va ser positiva la seva participació a Tel-Aviv 2019, quan van ser representats per Srbuk i «Walking out».

## Participacions
Llegenda
| Any                         | Seu         | Artista         | Cançó               | Final                | Punts                | Semifinal                | Punts                    |
| --------------------------- | ----------- | --------------- | ------------------- | -------------------- | -------------------- | ------------------------ | ------------------------ |
| 2006                        | Atenes      | André           | «Without your love» | 8                    | 129                  | 6                        | 150                      |
| 2007                        | Hèlsinki    | Hayko           | «Anytime you need»  | 8                    | 138                  | Top 10 de l'any anterior | Top 10 de l'any anterior |
| 2008                        | Belgrad     | Sirusho         | «Qélé, Qélé»        | 4                    | 199                  | 2                        | 139                      |
| 2009                        | Moscou      | Inga & Anush    | «Jan Jan»           | 10                   | 92                   | 5                        | 99                       |
| 2010                        | Oslo        | Eva Rivas       | «Apricot stone»     | 7                    | 141                  | 6                        | 83                       |
| 2011                        | Düsseldorf  | Emmy Bejanyan   | «Boom Boom»         | No es va classificar | No es va classificar | 12                       | 54                       |
| No hi va participar en 2012 |             |                 |                     |                      |                      |                          |                          |
| 2013                        | Malmö       | Dorians         | «Lonely planet»     | 18                   | 41                   | 7                        | 69                       |
| 2014                        | Copenhaguen | Aram Mp3        | «Not alone»         | 4                    | 174                  | 4                        | 121                      |
| 2015                        | Viena       | Genealogy       | «Face the shadow»   | 16                   | 34                   | 7                        | 77                       |
| 2016                        | Estocolm    | Ivetà Mukutxian | «LoveWave»          | 7                    | 249                  | 2                        | 243                      |
| 2017                        | Kíev        | Artsvik         | «Fly with me»       | 18                   | 79                   | 7                        | 152                      |
| 2018                        | Lisboa      | Sevak Khanagyan | «Qami»              | No es va classificar | No es va classificar | 15                       | 79                       |
| 2019                        | Tel-Aviv    | Srbuk           | «Walking Out»       | No es va classificar | No es va classificar | 16                       | 49                       |
| 2020                        | Rotterdam   | Athinà Manukian | «Chains on You»     | Festival cancel·lat  | Festival cancel·lat  | Festival cancel·lat      | Festival cancel·lat      |
| No hi va participar en 2021 |             |                 |                     |                      |                      |                          |                          |
| 2022                        | Torí        | Rosa Linn       | «Snap»              | 20                   | 61                   | 5                        | 187                      |
| 2023                        | Liverpool   | Brunette        | «Future Lover»      | 14                   | 122                  | 6                        | 99                       |
| 2024                        | Malmö       | Ladaniva        | «Jako»              | 8                    | 183                  | 3                        | 137                      |
| 2025                        | Basilea     | Parg            | «Survivor»          | 20                   | 72                   | 10                       | 51                       |

## Galeria d'imatges

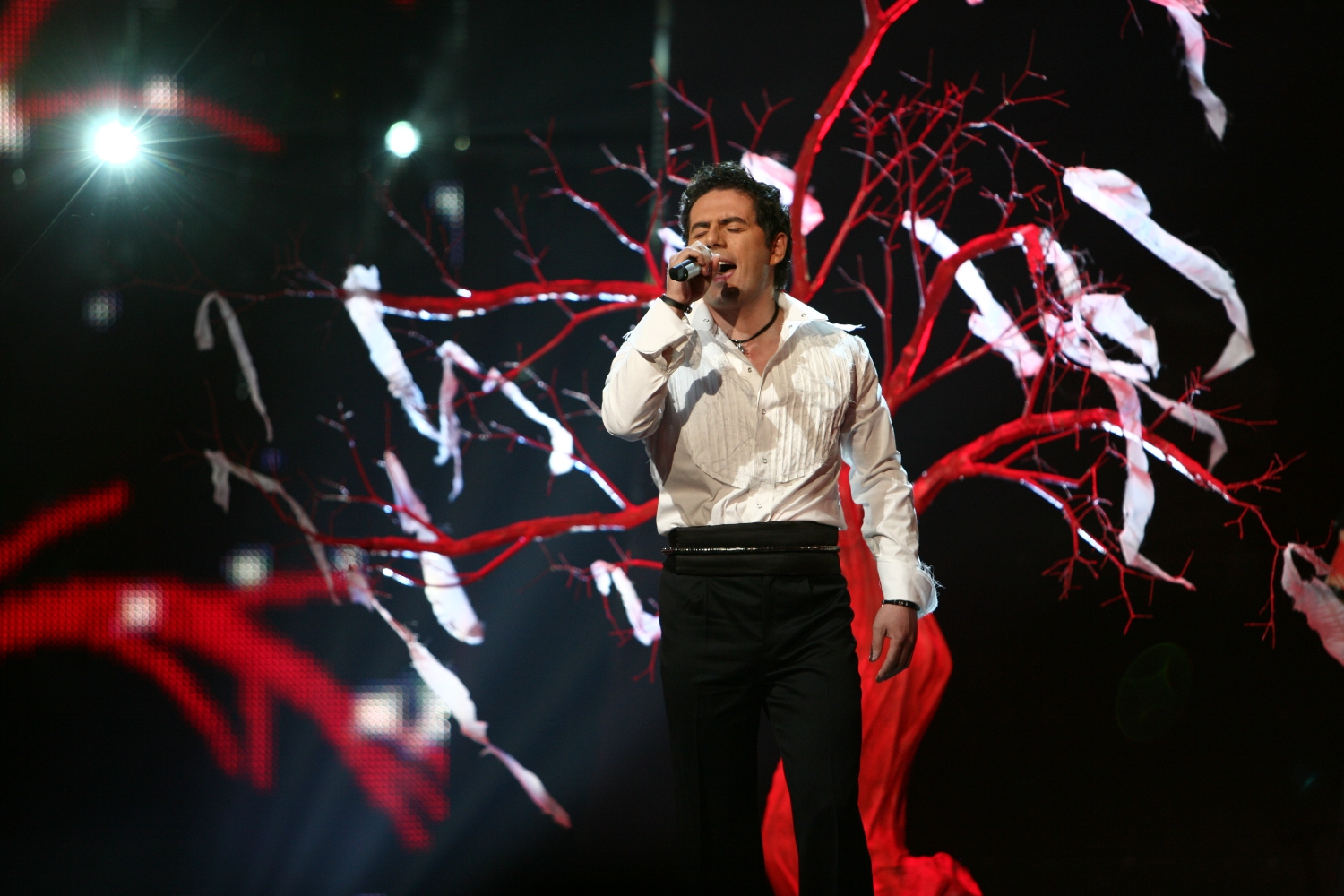
Hayko a Hèlsinki (2007)
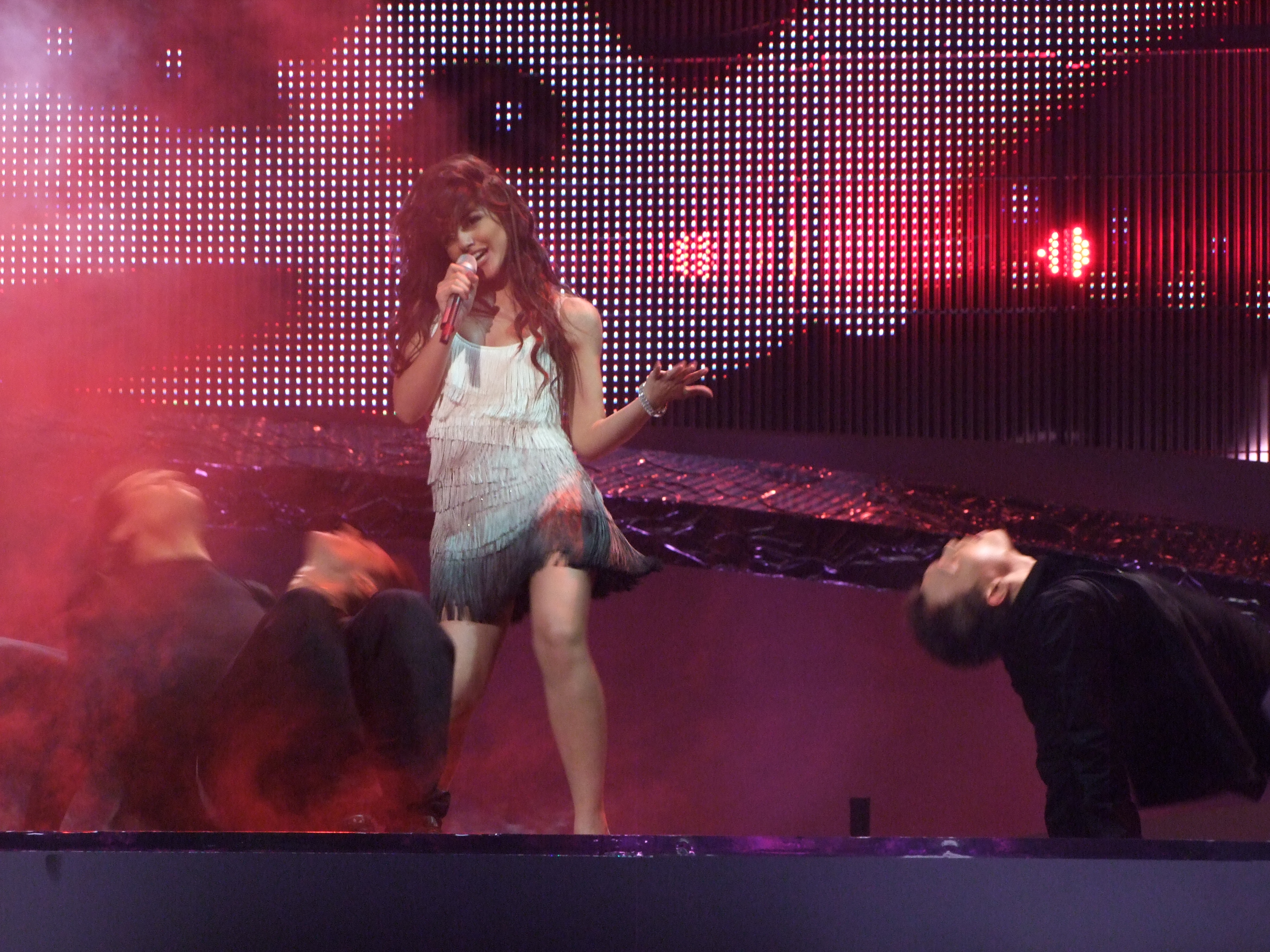
Sirusho a Belgrad (2008)
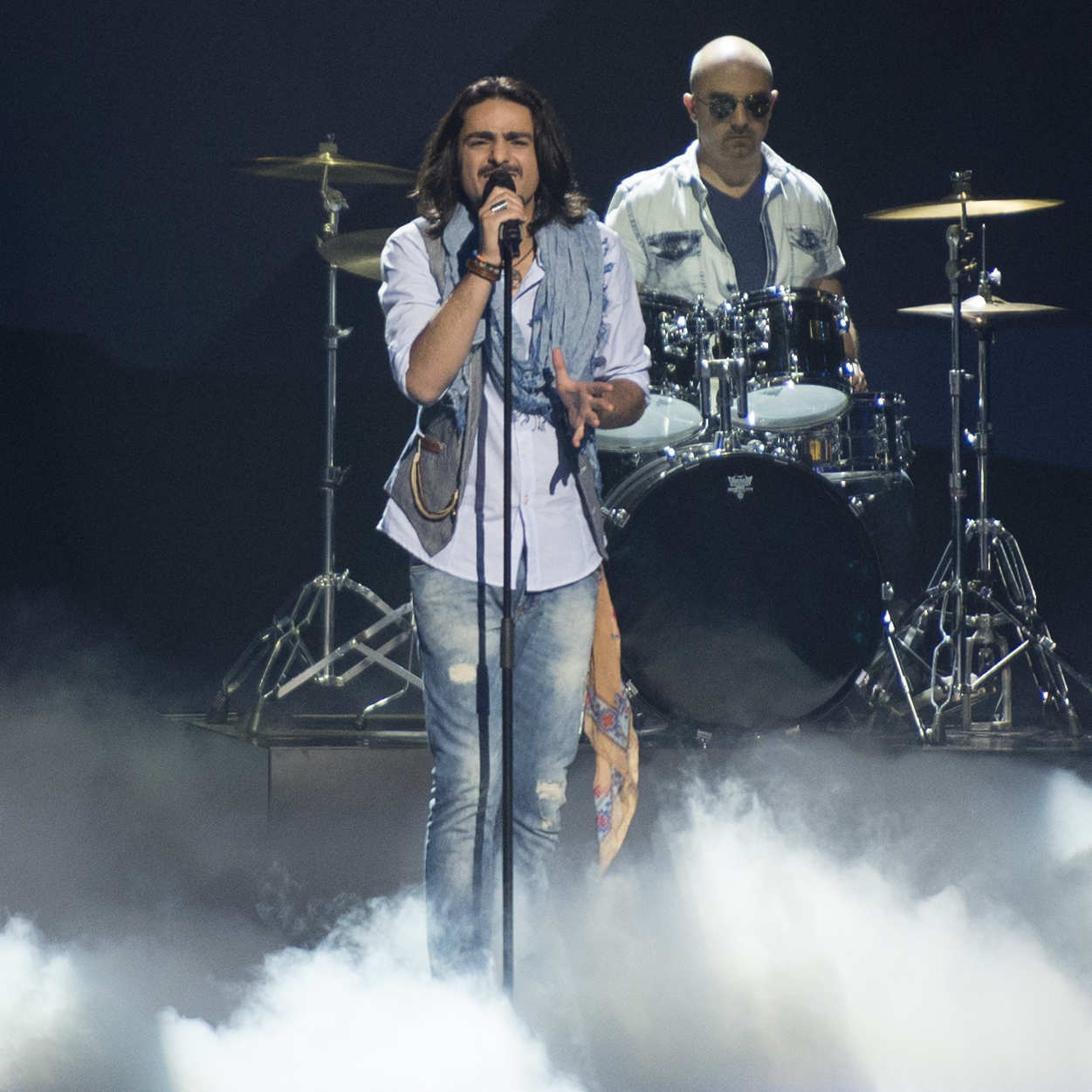
Dorians a Malmö (2013)
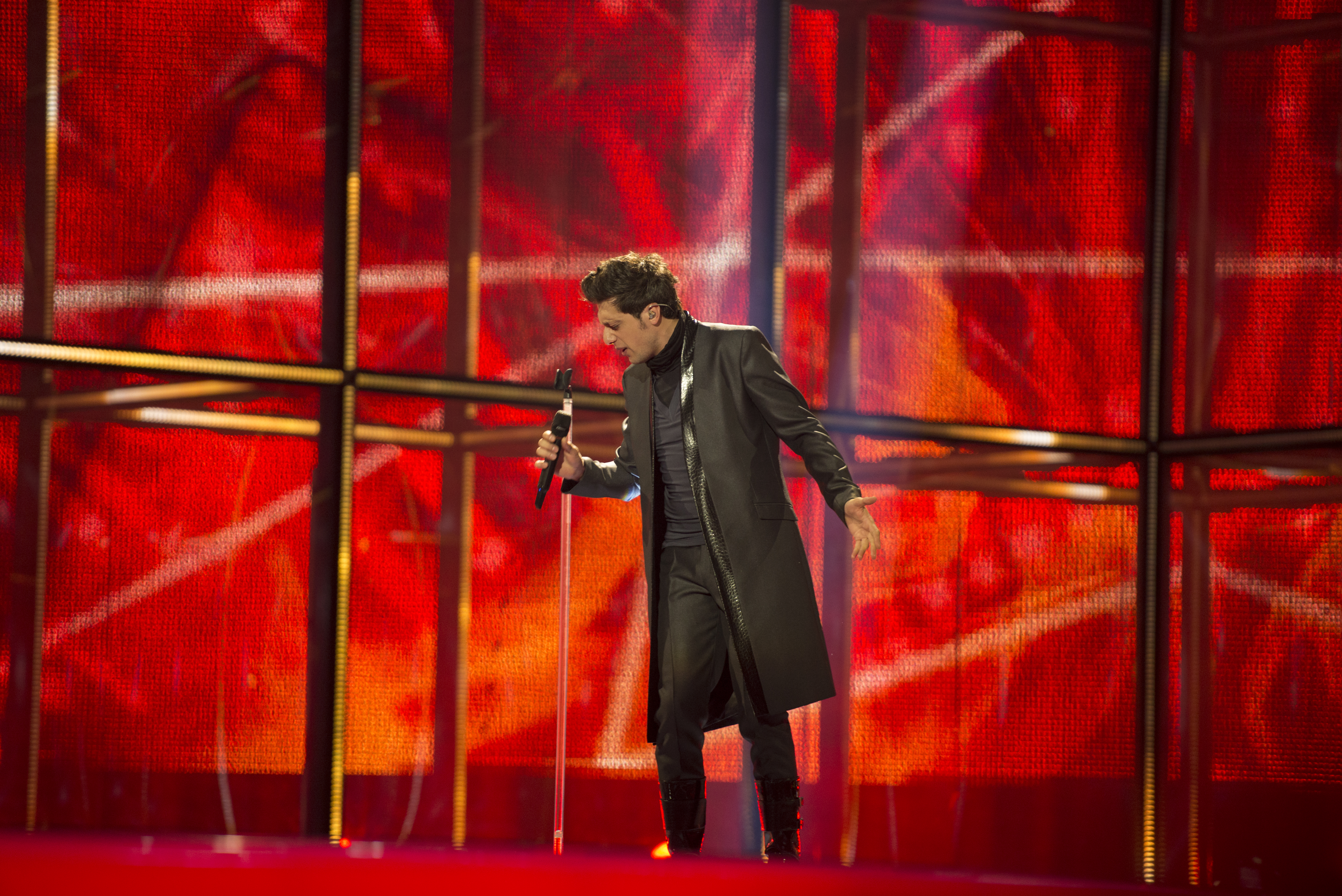
Aram Mp3 a Copenhaguen (2014)
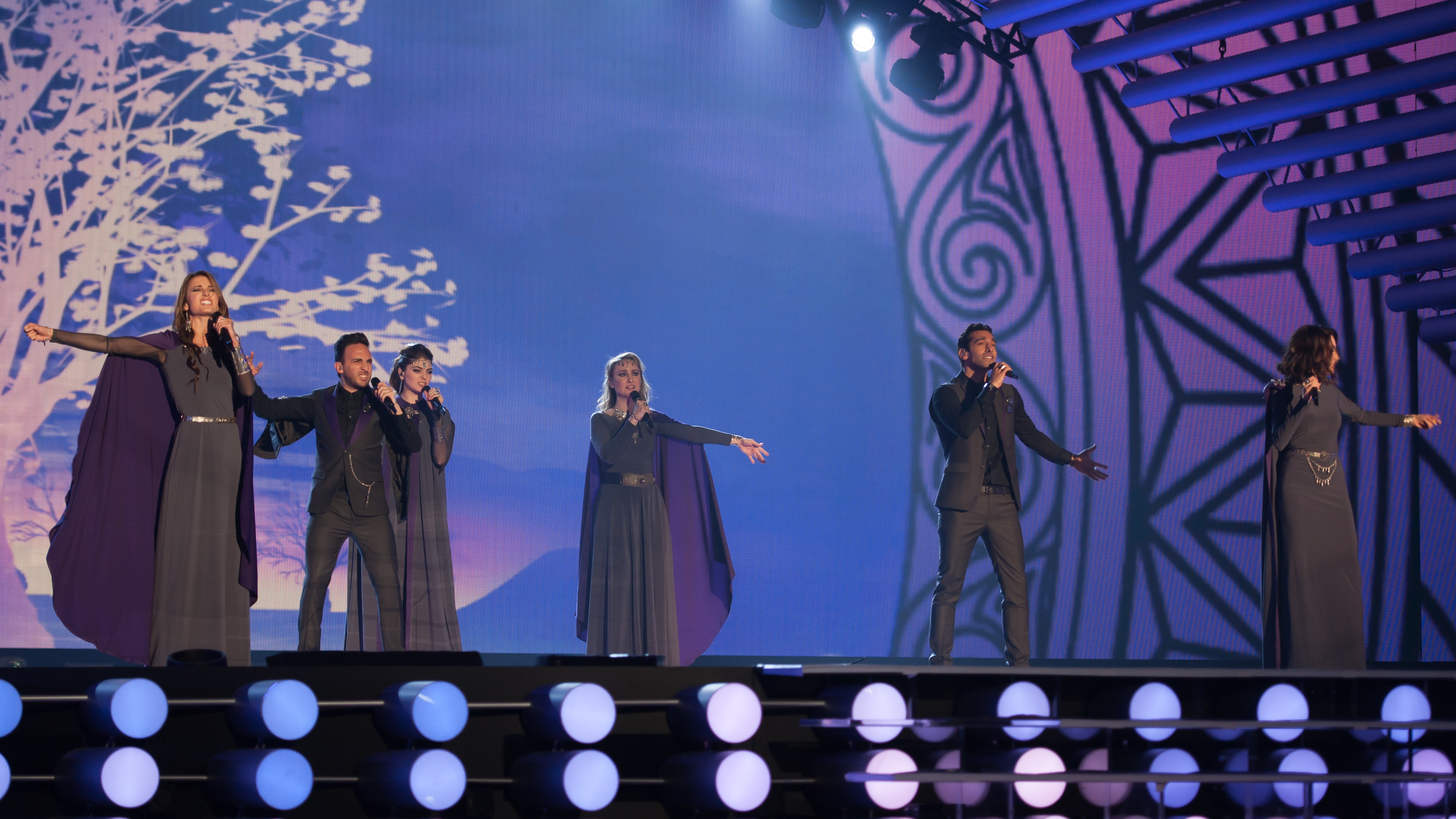
Genealogy a Viena (2015)
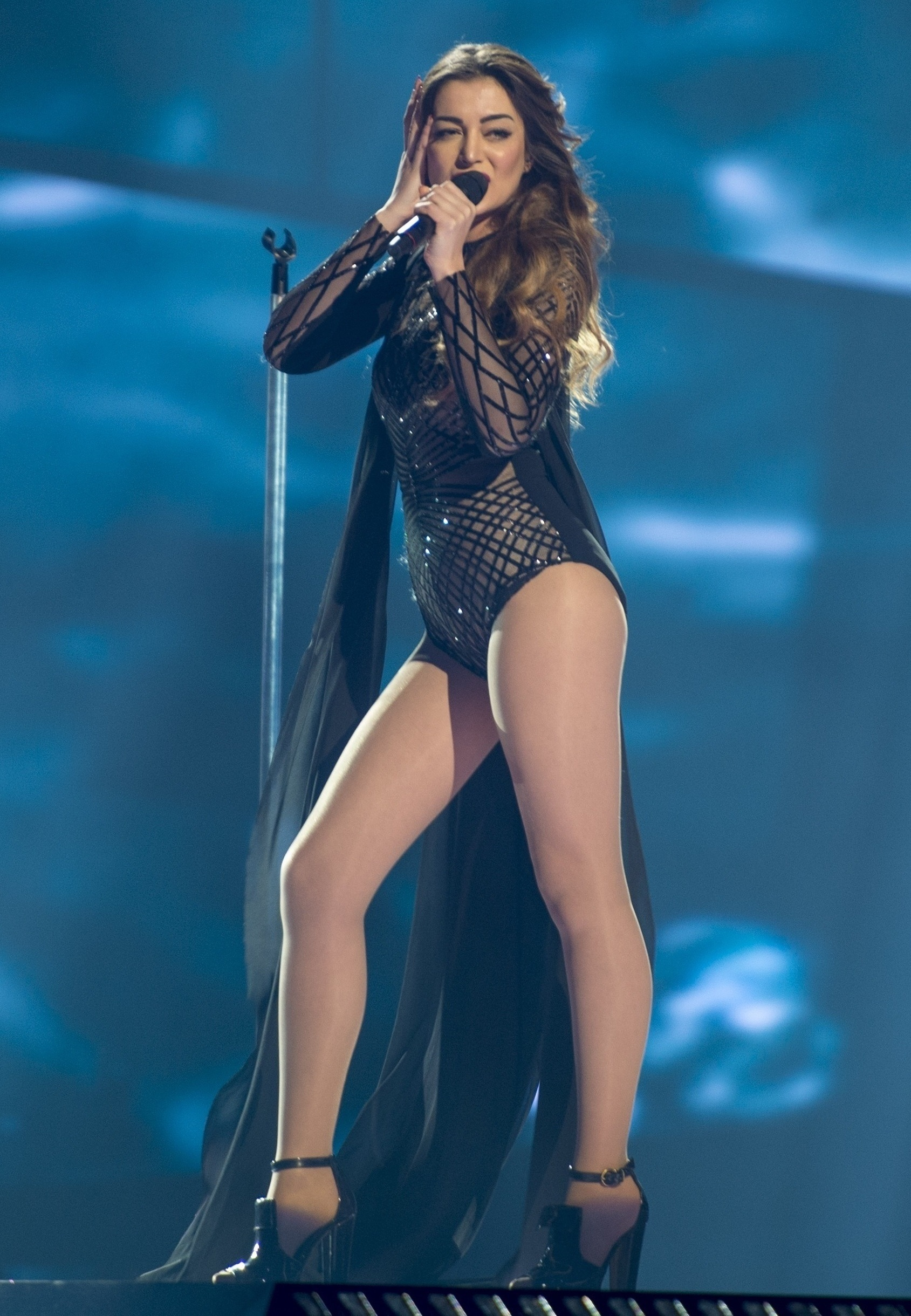
Ivetà Mukutxian a Estocolm (2016)
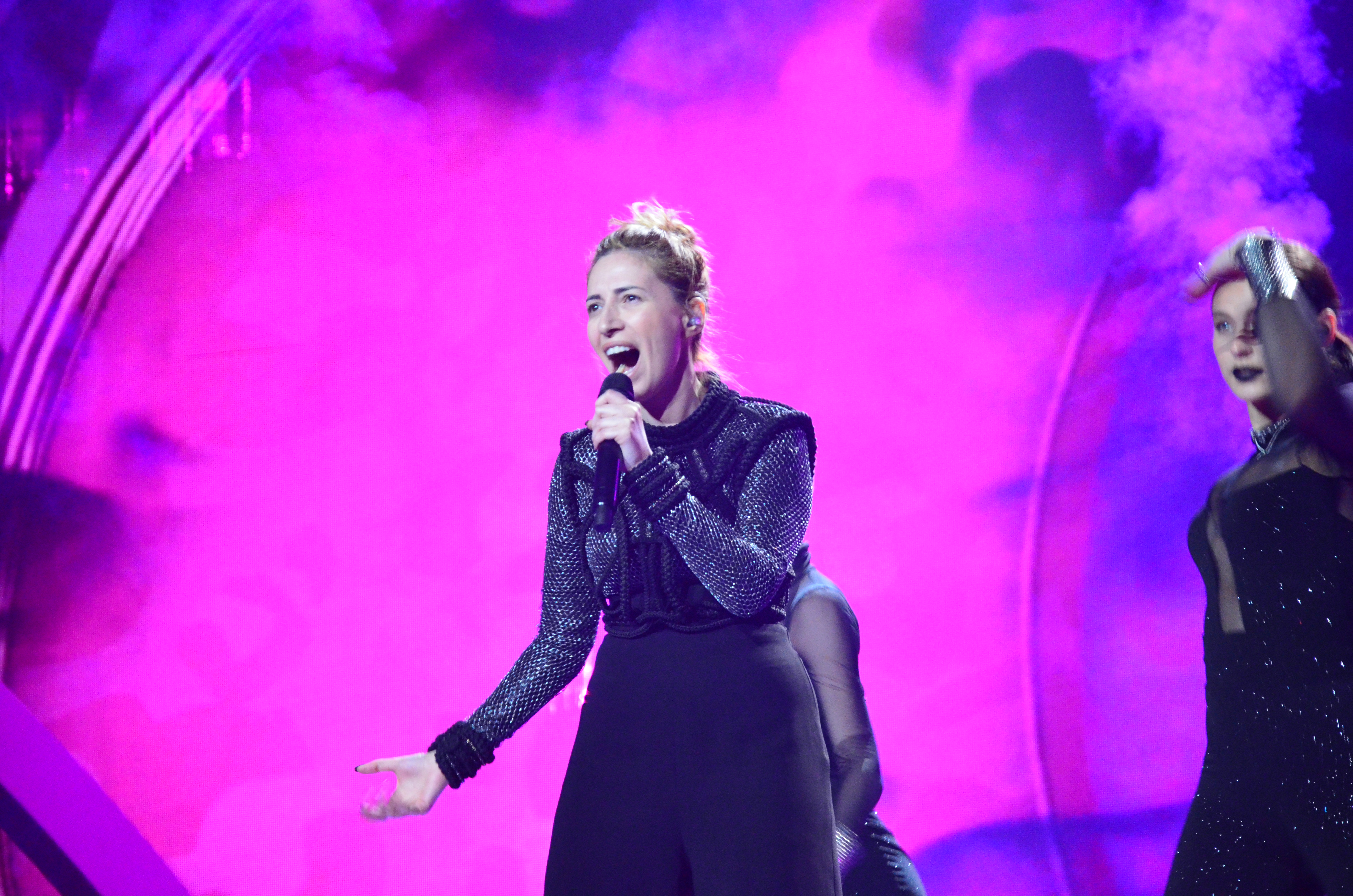
Artsvik a Kíev (2017)
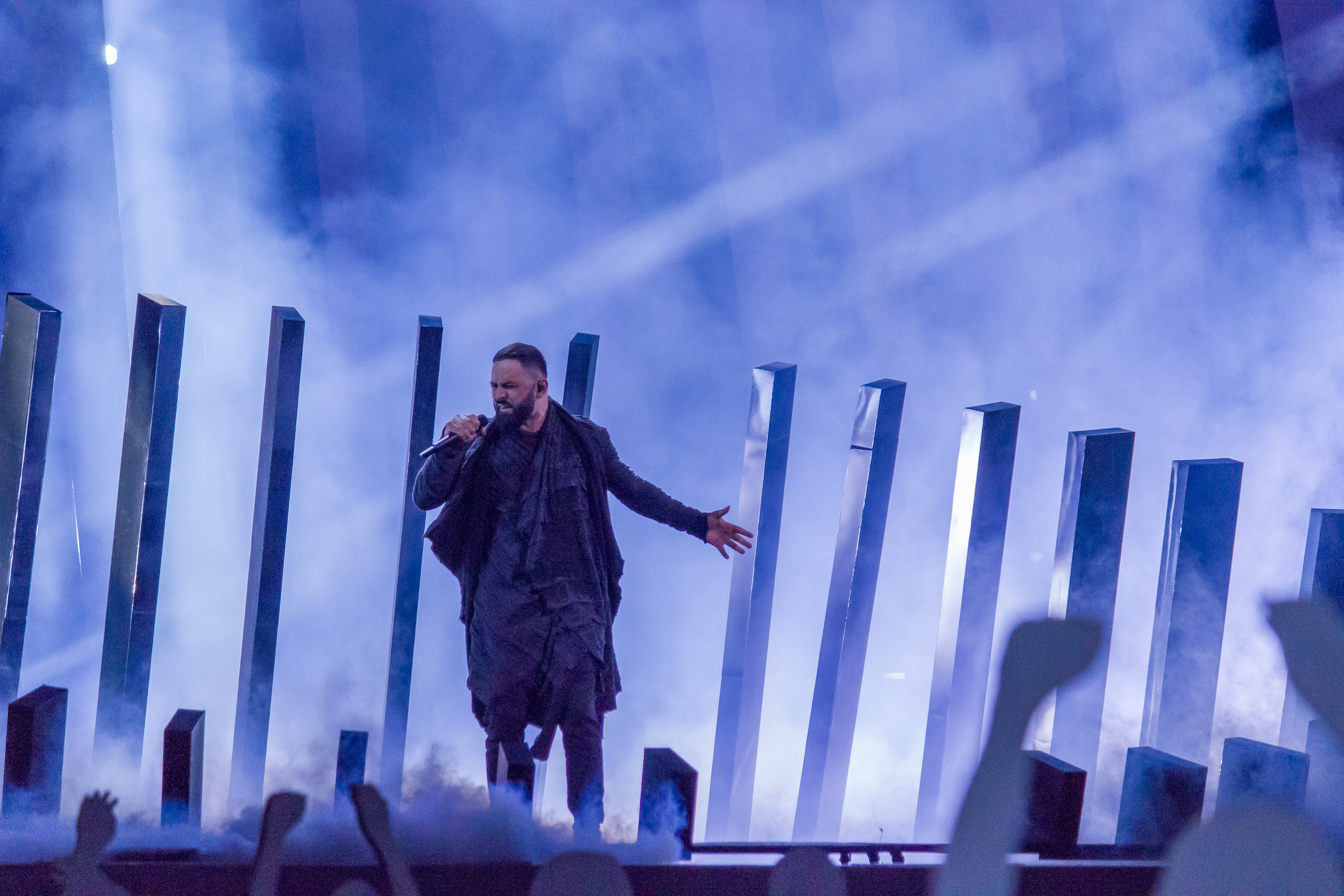
Sevak Khanagyan a Lisboa (2018)
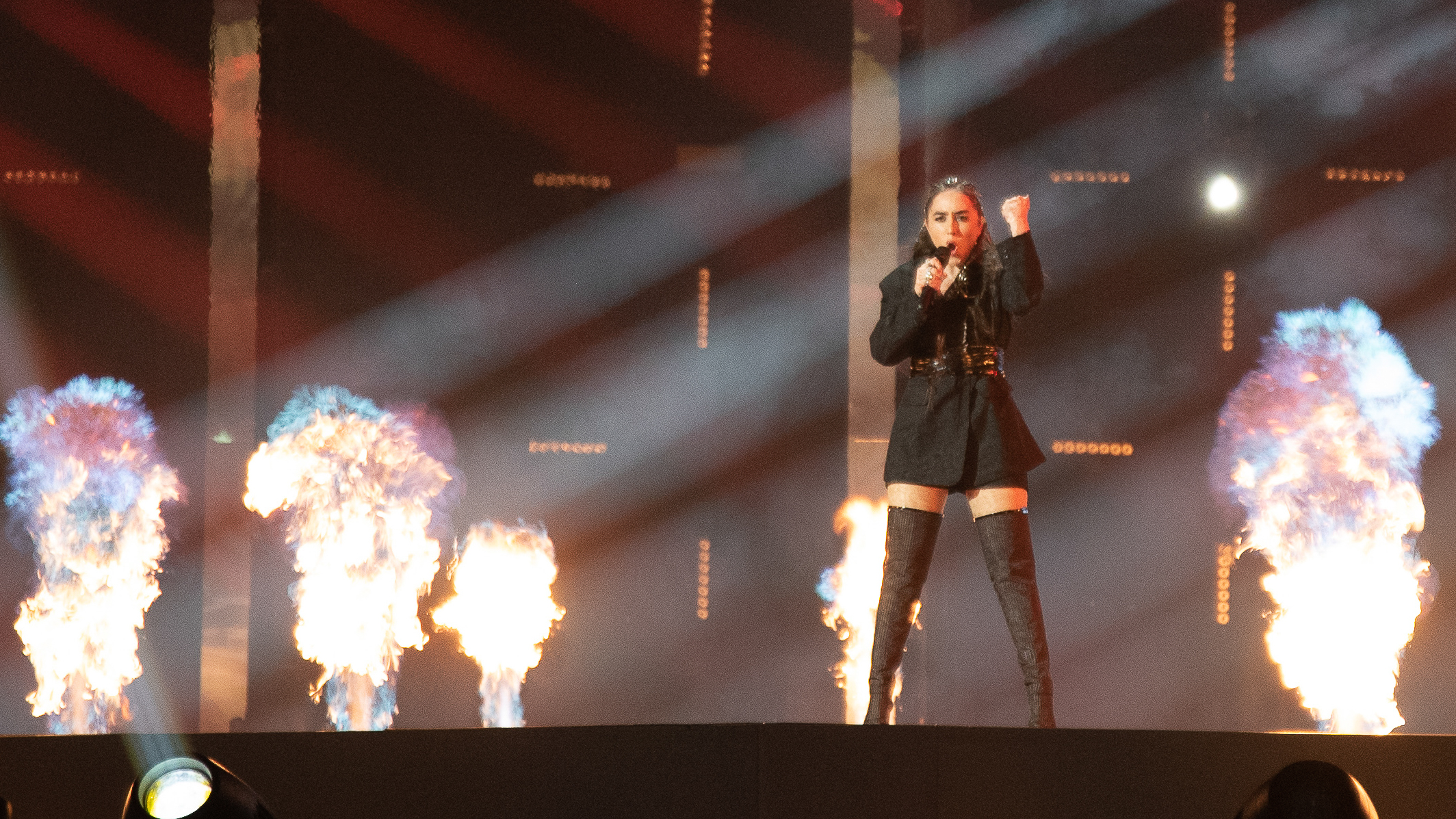
Srbuk a Tel-Aviv (2019)